# A Friend in London
A Friend in London es una banda de pop rock danesa, que fueron los representantes de su país en el Festival de Eurovisión 2011.

## Carrera
La banda está compuesta por cuatro miembros, Tim Schou, Sebastian Vinther, Aske Damm Bramming y Esben Svane. 
La banda se formó en 2005. El cantante Tim Schou fue el ganador del concurso Danish Young Talent 2005 lo que permitió al grupo grabar su primer sencillo Thoughts of a Boheme.
En 2008 el grupo ganó en la final europea del Bodog Battle of the Bands. Gracias a esta victoria el grupo comenzó a actuar en Canadá y en los Estados Unidos.

## Festival de Eurovisión
A Friend in London participó en el Dansk Melodi Grand Prix de 2011 con la canción New Tomorrow escrita por Lise Cabble y Jakob Glæsner, alcanzando la victoria, lo que les hizo representar a Dinamarca en el Festival de Eurovisión 2011, que se celebró en Düsseldorf, donde consiguieron la quinta plaza.

## Discografía

### Álbum
- 2011 - TBA

### Sencillos
- 2005 - Thoughts of a Boheme
- 2005 - Dead Beat
- 2005 - Shoot Me
- 2011 - New Tomorrow